# حاييم لوك
حاييم لوك (بالعبرية: חיים לוק ولد سنة 1942، الدار البيضاء) حاخام وموسيقي مغربي يهودي. منذ صغر سنه، لوحظ صوته الجميل خلال مشاركته في أناشيد الكنيس اليهودي. وأصبح تلميذ الأستاذ الكبير في غناء الطقوس الدينية اليهودية، الحاخام المغربي الراحل ، دافيد بوزغلو الذي نقل إليه قسطا وفيرا من معرفته الموسيقية الواسعة. وفي سنة 1987، هاجر حاييم من المغرب ليستقر في لوس أنجلس، حيث أصبح الأب الروحي للأبرشية اليهودية إم حابانيم أو «أم هبنيم» (أم البنين). ويحظى بالإجماع بالإعجاب وباعتراف الكل على أنه أستاذ الموسيقى العربية الأندلسية في الأوساط اليهودية والمسلمة في المغرب والخارج، حيث قدم حاييم لوك العديد من العروض الموسيقية في العالم بأسره.
ما زال حاييم لوك مرتبطا بموطنه الأصلي حيث أنه يقضي كل سنة عطلا قصيرة في المغرب، بل أصبح في السنوات الأخيرة يحيي حفلات غنائية في المغرب لفن الطرب الأندلسي، حيث أنه شارك في العديد من المرات في المهرجان السنوي للموسيقى الذي يقام في مدينة الرباط، المعروف بمهرجان موازيين. كما أنه حل ضيفا في بعض البرامج التي تخرجها بعض القنوات المغربية.

## ألبوماته
أنتج حاييم لوك عشرات التسجيلات الصوتية للتواشيح والابتهالات الدينية التقليدية ليهود المغرب.